# لويد ميلر (لاعب القفز الثلاثي)
لويد ميلر (بالإنجليزية: Lloyd Miller) هو لاعب القفز الثلاثي أسترالي، (و. 1915 – 1985 م).

## روابط خارجية
- لويد ميلر على موقع النتائج التاريخية لألعاب القوى الأسترالية (الإنجليزية)
- لويد ميلر على موقع اتحاد ألعاب الكومنولث (مؤرشف) (الإنجليزية)